# My SunShine
「My SunShine」（マイ・サンシャイン）は、ROCK'A'TRENCHの6枚目のシングル。

## 概要
前作より7か月ぶりのシングルで、シングル・アルバム通じて初のオリコンチャートのトップ10入りを果たした。表題曲の「My SunShine」はフジテレビ系ドラマ『メイちゃんの執事』の主題歌として起用された。同ドラマの為に書き下ろされた楽曲である。
音楽配信での累計売上は130万ダウンロードを記録。

## 収録曲
1. My SunShine(4:26)
フジテレビ系全国ドラマ『メイちゃんの執事』主題歌
2. Stepping out (3:34)
3. April(4:33)
4. My SunShine（Instrumental） (4:26)
5. Stepping out（Instrumental） (3:34)
6. April（Instrumental）(4:33)